# Spaceport America

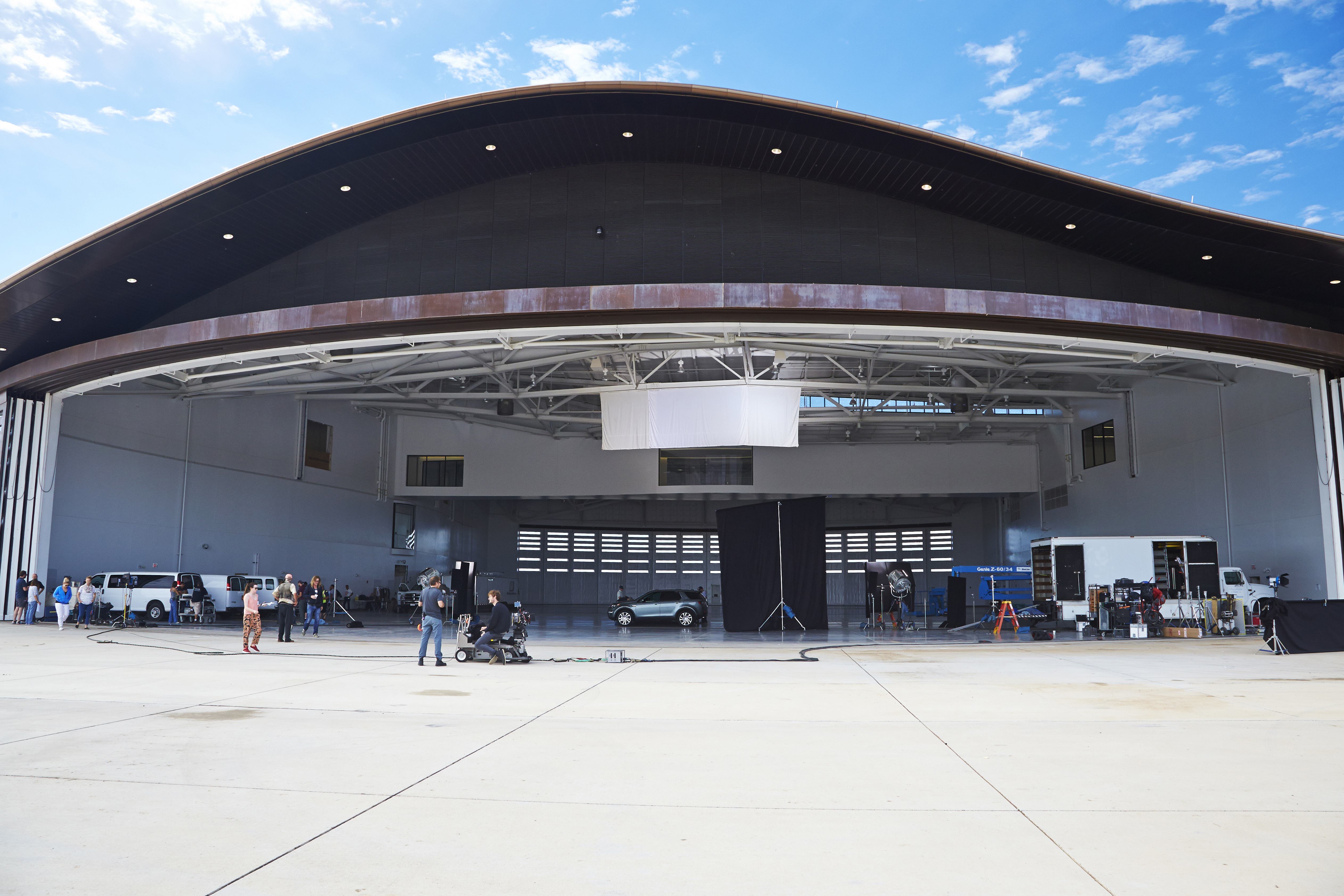
Hangar dello spazioporto

Spaceport America è uno spazioporto situato nel deserto Jornada del Muerto, in Nuovo Messico.
Dichiarato ufficialmente operativo il 18 ottobre 2011, è il primo spazioporto costruito per scopi commerciali. L'inaugurazione si è svolta alla presenza del governatore del Nuovo Messico e di Richard Branson, presidente di Virgin Galactic: la compagnia privata che gestirà i voli suborbitali a gravità zero a bordo della SpaceShipTwo.
Da questo spazioporto partono anche i razzi sonda SpaceLoft XL.